# Museu The Ocean Race
El Museu The Ocean Race, anteriorment Museu Volvo Ocean Race, és un museu esportiu localitzat a la ciutat valenciana d'Alacant dedicat a la regata de vela The Ocean Race. Es va començar la seua construcció amb motiu de la segona edició, en la qual Alacant va ser port d'eixida d'aquesta regata (edició 2011-12). El museu ocupa 1.300 metres quadrats de l'Antiga Estació Marítima d'Orà, al Port d'Alacant. Compta amb dues plantes: a la planta baixa es troba l'espai expositiu i la biblioteca del museu, mentre que la primera planta compta amb un espai polivalent per a la realització de tallers i una cafeteria-restaurant amb una gran terrassa i vistes al mar.
És un lloc interactiu on descobrir el món marítim, els navegants i allò que amaguen els oceans, com els ecosistemes marins i els perills de l'acció humana sobre aquests hàbitats, a més dels aspectes tècnics de la regata i de les embarcacions.
El museu divulga els valors de la navegació a vela i la història de la regata, des de l'any de la seua creació en 1973 com Whitbread Round the World Race, que va passar a anomenar-se Volvo Ocean Race de 2001 a 2019, i posteriorment, The Ocean Race.
Des del museu també es pot contemplar el centre d'operacions de la regata, instal·lat des de 2010 al port de la ciutat.
A banda de la col·lecció permanent, el museu inclou en la seua visita:
- Un vaixell de competició (Brasil 1) que va participar en l'edició de la regata 2005-06, situat en la part davantera exterior del museu i visitable tant la coberta com l'interior.
- Un simulador de l'experiència de navegació en la regata.
- Una exposició temporal, des de juliol de 2018, sobre la història d'Espanya en la regata.[5]

Així mateix, el museu posseeix un programa escolar i d'activitats que destaca els temes de sostenibilitat, navegació, valors i història de la regata.